# Rubén Pellejero
Rubén Pellejero (Badalona, 20 de diciembre de 1952) es un dibujante de cómics español.

## Biografía
Rubén Pellejero comenzó a desarrollar su carrera artística como ilustrador en los años 70, pero no debutó como dibujante de cómics si no hasta 1981, año en que publicó en la revista Cimoc su serie Historias de una Barcelona. Poco después, inició una fértil colaboración con el guionista argentino, Jorge Zentner, fruto de la cual serían las historietas Las memorias de Monsieur Griffaton (Cimoc, 1982), Historias en FM (Cimoc, 1983) y, más importante, la creación para la revista Cairo del personaje Dieter Lumpen (1985). Protagonista de ocho historias breves y tres de larga duración, que luego serían editadas en álbumes por Norma Editorial.
En 1988 y 1989, junto con Zentner, realizó algunos trabajos para el mercado francés, como la historieta La grande invention du professeur Calan, sobre la Revolución francesa.
Una de sus mejores obras con Zentner fue el álbum de 1994 El silencio de Malka, que obtuvo varios premios, como el galardón al mejor álbum extranjero publicado en Francia del Festival del Cómic de Angulema. En la segunda mitad de los años 90, realizó nuevas y exitosas colaboraciones con Jorge Zentner.
En los últimos años, Pellejero ha trabajado directamente para el mercado francés, junto con el guionista Denis Lapière, publicando dos álbumes con un gran éxito, tanto de crítica como de público: Un poco de humo azul (2000) y El vals del gulag (2004). Ambos posteriormente se publicaron también en España.

## Obras

### ConJorge Zentner
- Aventuras de Dieter Lumpen:

1. Las aventuras de Dieter Lumpen, Norma Editorial,
2. Enemigos comunes, Norma Editorial,
3. Un puñal en Estambul, Norma Editorial, 1989
4. Caribe, Norma Editorial,
5. El precio de Caronte (inédito en España en formato álbum; publicado en 1998 en formato comic-book por Planeta DeAgostini)
- El silencio de Malka, Glénat, 1995.
- Tabú, Glénat, 2000.
- Âromm 1: Destino nómada, Glénat, 2002.
- Âromm 2: Corazón de estepa, Glénat, 2003.
- Crómaticas, Astiberri, 2015.

### ConDenis Lapière
- Un poco de humo azul, Glénat, 2002.
- El vals del gulag, Glénat, 2005.
- Un verano insolente, Astiberri, 2011.

### ConJuan Díaz Canales
- Corto Maltés:

1. Bajo el sol de medianoche, Norma Editorial, 2015.
2. Equatoria, Norma Editorial, 2017.
3. El día de Tarowean, Norma Editorial, 2019.
4. Nocturno berlinés, Norma Editorial, 2022.

## Premios y distinciones
- 1985 Nominado al Premio Haxtur a la "Mejor Historia Corta" por Juegos de Hazar. Dieter Lumper en el Salón Internacional del Cómic del Principado de Asturias
- 1986 Premio Haxtur a la "Mejor Historia Corta" por Los percados de Cupido. Dieter Lumper en el Salón Internacional del Cómic del Principado de Asturias
- 1996 Nominado Premio Haxtur a la "Mejor Historia Larga" por El silencio de Maika en el Salón Internacional del Cómic del Principado de Asturias
- 1996 Nominado Premio Haxtur al "Mejor Historia Dibujo" por "El silencio de Maika" en el Salón Internacional del Cómic del Principado de Asturias
- 2000 Nominado Premio Haxtur al "Mejor Historia Dibujo" por "El silencio de Maika" en el Salón Internacional del Cómic del Principado de Asturias